# Siphovalvulina
Siphovalvulina es un género de foraminífero bentónico de la subfamilia Pseudopfenderininae, de la familia Pfenderinidae, de la superfamilia Pfenderinoidea, del suborden Orbitolinina y del orden Loftusiida. Su especie tipo es Siphovalvulina variabilis. Su rango cronoestratigráfico abarca desde el Hettangiense (Jurásico inferior) hasta el Cretácico inferior.

## Discusión
Clasificaciones previas incluían Siphovalvulina en la superfamilia Ataxophragmioidea, así como en el suborden Textulariina del orden Textulariida o en el orden Lituolida.

## Clasificación
Siphovalvulina incluye a las siguientes especies:
- Siphovalvulina almtalensis †
- Siphovalvulina alpina †
- Siphovalvulina beydouni †
- Siphovalvulina colomi †
- Siphovalvulina gibraltarensis †
- Siphovalvulina variabilis †